# Joaquim Carvalho
Joaquim da Silva Carvalho (Barreiro, 1937. április 18. – 2022. április 5.)  portugál válogatott labdarúgókapus.

## Pályafutása

### A válogatottban
1966 és 1968 között 6 alkalommal szerepelt a portugál válogatottban. Részt vett az 1966-os világbajnokságon.

## Sikerei, díjai
Sporting
- Portugál bajnok (3): 1961–62, 1965–66, 1969–70
- Portugál kupa (1): 1962–63
- Kupagyőztesek Európa-kupája (1): 1963–64

Portugália
- Világbajnoki bronzérmes (1): 1966